# Sjöviken
Sjöviken är en sjö i Växjö kommun i Småland och ingår i Mörrumsåns huvudavrinningsområde.